# Jagdstaffel 62
A Jagdstaffel 62, conhecida também por Jasta 62, foi um esquadra de aeronaves da Luftstreitkräfte, o braço aéreo das forças armadas alemãs durante a Primeira Guerra Mundial. No total, a esquadra abateu 42 aeronaves inimigas, incluindo 16 balões de observação.

## Aeronaves
- Albatros D.V